# Manuel Domingo y Sol
Manuel Domingo y Sol (Tortosa, 1º aprile 1836 – Tortosa, 25 gennaio 1909) è stato un presbitero spagnolo, fondatore della Fraternità dei sacerdoti operai diocesani del Sacro Cuore di Gesù: è stato proclamato beato da papa Giovanni Paolo II il 29 marzo 1987.

## Biografia
Dopo essere stato ordinato sacerdote a Tortosa, venne inviato dal suo vescovo a proseguire gli studi a Valencia, dove si addottorò in teologia: tornò quindi nella sua città come docente nel seminario locale. Diede vita a diverse iniziative (le associazioni "La Juventud Católica" e "Congregazione mariana", la rivista "El congregante de S. Luis").
Per favorire le vocazioni al sacerdozio, il 12 ottobre del 1879 inaugurò il Colegio de San José e, per dirigere l'istituto, ebbe l'ispirazione di fondare una nuova società: tra il 16 e il 19 luglio del 1883, assieme a quattro confratelli, pronunciò uno speciale voto di obbedienza, dando vita a quello che diverrà l'istituto secolare dei Sacerdoti Operai Diocesani del Sacro Cuore.
A causa della difficoltà di inquadrare giuridicamente l'istituzione (le norme canoniche non prevedevano ancora simili forme di vita consacrata) i primi tempi per la fraternità non furono semplici. I seminari dell'istituto, però, continuarono a diffondersi in tutta la Spagna e in Portogallo: il 1º aprile 1892 venne aperto un Collegio di Spagna anche a Roma.

## Il culto
Morto nel 1909, il 13 novembre del 1930 si aprì il processo informativo per la sua beatificazione: la causa venne introdotta nel 1946 e, il 4 maggio del 1970, venne riconosciuta l'eroicità delle sue virtù.
Papa Giovanni Paolo II lo ha beatificato il 29 marzo 1987.
Il Martirologio Romano colloca la sua memoria al giorno 25 gennaio.